# Katherine Anna Kang
Katherine Anna Kang (1970. december 15.) machinima filmproducer és a videójáték ipar egyik alakja. 2000-ben megalapította a Fountainhead Entertainment-et, amelynek a vezérigazgatója lett, továbbá ő is részt vett a Machinima Művészetek és Tudományok Főiskola alapításában. Korábban az id Software az Üzleti Fejlesztés Igazgatója volt, de mostanában a mobiltelefonos játékok terén tevékenykedik és az id Mobile vezetője.

## Élete
Katherine Anna Kang a Kaliforniai Egyetemen tanult filozófiát és biológiát, majd onnan távozott, hogy a marketing és az üzlet területén folytathassa életét. 2000 januárjában feleségül ment John Carmack játék programozóhoz, majd négy évvel rá, 2004 áprilisában megszületett első gyermekük.

## Játékok
| Kiadás éve | Játék neve             | Fejlesztő                  | Kiadó                   | Platform     |
| ---------- | ---------------------- | -------------------------- | ----------------------- | ------------ |
| 1997       | Quake II               | id Software                | Activision              | PC           |
| 1999       | Quake III              | id Software                | Activision              | PC           |
| 1999       | Kingpin: Life of Crime | Xatrix Entertainment       | Interplay Entertainment | PC           |
| 2002       | Sidrial                |                            |                         | PC           |
| 2005       | Doom RPG               | Fountainhead Entertainment | JAMDAT Mobile           | Mobiltelefon |
| 2006       | Orcs & Elves           | Fountainhead Entertainment | EA Mobile               | Mobiltelefon |
| 2007       | Orcs & Elves           | Fountainhead Entertainment | Electronic Arts         | Nintendo DS  |
| 2007       | Orcs & Elves II        | Fountainhead Entertainment | EA Mobile               | Mobiltelefon |
| 2008       | Wolfenstein RPG        | Fountainhead Entertainment | EA Mobile               | Mobiltelefon |
| 2008       | Doom II RPG            | Fountainhead Entertainment | EA Mobile               | Mobiltelefon |

### Cikkek
- Games Industry.biz (angolul)
- Gamasutra.com (angolul)
- GamerGirlz.com (angolul)
- WomenGamers.com beszélgetés (angolul)
- Wired.com (angolul)
- CNN Money (angolul)
- Computer Gaming World Archiválva 2007. október 5-i dátummal a Wayback Machine-ben (angolul)

### Interjúk
- 2003 Machinima.com (angolul)
- MobileIndustry.biz (angolul)